# Reflections (Badings)
Reflections is een compositie voor harmonieorkest (symfonisch blaasorkest) van Henk Badings. Het werk is gecomponeerd in opdracht van de American Bandmasters Association (A.B.A.), een van de twee grote verenigingen van dirigenten van harmonieorkesten in de Verenigde Staten. Het werd in juni 1981 in Washington D.C. voor het eerst door de United States Air Force Band uitgevoerd. 
Het werk werd in 1989 op cd opgenomen door het Harmonieorkest van het Brabants Conservatorium in Tilburg onder leiding van Jan Cober.